# Куббель, Евгений Иванович
Евгений Иванович Куббель (23 октября 1894 — 1942, Ленинград) — советский, ранее русский, проблемист, последователь стратегической школы в задаче, один из пропагандистов «сказочных шахмат» в СССР. Выпускник коммерческого отделения Петришуле 1910 года. Отец Л. Е. Куббеля.

## Задачи
С 1905 года опубликовал около 150 задач (преимущественно двухходовки), многие из них отмечены отличиями. 
|   | a | b | c | d | e | f | g | h |   |
| - | --- | --- | --- | --- | --- | --- | --- | --- | - |
| 8 | a7 белый король · d7 чёрная пешка · h7 чёрная пешка · e6 чёрная пешка · f6 белый конь · h6 белая ладья · e5 чёрный король · a4 чёрная пешка · c4 белый слон · a3 белый слон · c3 белая пешка · e3 белая пешка · g3 белый конь · d1 чёрный ферзь | a7 белый король · d7 чёрная пешка · h7 чёрная пешка · e6 чёрная пешка · f6 белый конь · h6 белая ладья · e5 чёрный король · a4 чёрная пешка · c4 белый слон · a3 белый слон · c3 белая пешка · e3 белая пешка · g3 белый конь · d1 чёрный ферзь | a7 белый король · d7 чёрная пешка · h7 чёрная пешка · e6 чёрная пешка · f6 белый конь · h6 белая ладья · e5 чёрный король · a4 чёрная пешка · c4 белый слон · a3 белый слон · c3 белая пешка · e3 белая пешка · g3 белый конь · d1 чёрный ферзь | a7 белый король · d7 чёрная пешка · h7 чёрная пешка · e6 чёрная пешка · f6 белый конь · h6 белая ладья · e5 чёрный король · a4 чёрная пешка · c4 белый слон · a3 белый слон · c3 белая пешка · e3 белая пешка · g3 белый конь · d1 чёрный ферзь | a7 белый король · d7 чёрная пешка · h7 чёрная пешка · e6 чёрная пешка · f6 белый конь · h6 белая ладья · e5 чёрный король · a4 чёрная пешка · c4 белый слон · a3 белый слон · c3 белая пешка · e3 белая пешка · g3 белый конь · d1 чёрный ферзь | a7 белый король · d7 чёрная пешка · h7 чёрная пешка · e6 чёрная пешка · f6 белый конь · h6 белая ладья · e5 чёрный король · a4 чёрная пешка · c4 белый слон · a3 белый слон · c3 белая пешка · e3 белая пешка · g3 белый конь · d1 чёрный ферзь | a7 белый король · d7 чёрная пешка · h7 чёрная пешка · e6 чёрная пешка · f6 белый конь · h6 белая ладья · e5 чёрный король · a4 чёрная пешка · c4 белый слон · a3 белый слон · c3 белая пешка · e3 белая пешка · g3 белый конь · d1 чёрный ферзь | a7 белый король · d7 чёрная пешка · h7 чёрная пешка · e6 чёрная пешка · f6 белый конь · h6 белая ладья · e5 чёрный король · a4 чёрная пешка · c4 белый слон · a3 белый слон · c3 белая пешка · e3 белая пешка · g3 белый конь · d1 чёрный ферзь | 8 |
| 7 | a7 белый король · d7 чёрная пешка · h7 чёрная пешка · e6 чёрная пешка · f6 белый конь · h6 белая ладья · e5 чёрный король · a4 чёрная пешка · c4 белый слон · a3 белый слон · c3 белая пешка · e3 белая пешка · g3 белый конь · d1 чёрный ферзь | a7 белый король · d7 чёрная пешка · h7 чёрная пешка · e6 чёрная пешка · f6 белый конь · h6 белая ладья · e5 чёрный король · a4 чёрная пешка · c4 белый слон · a3 белый слон · c3 белая пешка · e3 белая пешка · g3 белый конь · d1 чёрный ферзь | a7 белый король · d7 чёрная пешка · h7 чёрная пешка · e6 чёрная пешка · f6 белый конь · h6 белая ладья · e5 чёрный король · a4 чёрная пешка · c4 белый слон · a3 белый слон · c3 белая пешка · e3 белая пешка · g3 белый конь · d1 чёрный ферзь | a7 белый король · d7 чёрная пешка · h7 чёрная пешка · e6 чёрная пешка · f6 белый конь · h6 белая ладья · e5 чёрный король · a4 чёрная пешка · c4 белый слон · a3 белый слон · c3 белая пешка · e3 белая пешка · g3 белый конь · d1 чёрный ферзь | a7 белый король · d7 чёрная пешка · h7 чёрная пешка · e6 чёрная пешка · f6 белый конь · h6 белая ладья · e5 чёрный король · a4 чёрная пешка · c4 белый слон · a3 белый слон · c3 белая пешка · e3 белая пешка · g3 белый конь · d1 чёрный ферзь | a7 белый король · d7 чёрная пешка · h7 чёрная пешка · e6 чёрная пешка · f6 белый конь · h6 белая ладья · e5 чёрный король · a4 чёрная пешка · c4 белый слон · a3 белый слон · c3 белая пешка · e3 белая пешка · g3 белый конь · d1 чёрный ферзь | a7 белый король · d7 чёрная пешка · h7 чёрная пешка · e6 чёрная пешка · f6 белый конь · h6 белая ладья · e5 чёрный король · a4 чёрная пешка · c4 белый слон · a3 белый слон · c3 белая пешка · e3 белая пешка · g3 белый конь · d1 чёрный ферзь | a7 белый король · d7 чёрная пешка · h7 чёрная пешка · e6 чёрная пешка · f6 белый конь · h6 белая ладья · e5 чёрный король · a4 чёрная пешка · c4 белый слон · a3 белый слон · c3 белая пешка · e3 белая пешка · g3 белый конь · d1 чёрный ферзь | 7 |
| 6 | a7 белый король · d7 чёрная пешка · h7 чёрная пешка · e6 чёрная пешка · f6 белый конь · h6 белая ладья · e5 чёрный король · a4 чёрная пешка · c4 белый слон · a3 белый слон · c3 белая пешка · e3 белая пешка · g3 белый конь · d1 чёрный ферзь | a7 белый король · d7 чёрная пешка · h7 чёрная пешка · e6 чёрная пешка · f6 белый конь · h6 белая ладья · e5 чёрный король · a4 чёрная пешка · c4 белый слон · a3 белый слон · c3 белая пешка · e3 белая пешка · g3 белый конь · d1 чёрный ферзь | a7 белый король · d7 чёрная пешка · h7 чёрная пешка · e6 чёрная пешка · f6 белый конь · h6 белая ладья · e5 чёрный король · a4 чёрная пешка · c4 белый слон · a3 белый слон · c3 белая пешка · e3 белая пешка · g3 белый конь · d1 чёрный ферзь | a7 белый король · d7 чёрная пешка · h7 чёрная пешка · e6 чёрная пешка · f6 белый конь · h6 белая ладья · e5 чёрный король · a4 чёрная пешка · c4 белый слон · a3 белый слон · c3 белая пешка · e3 белая пешка · g3 белый конь · d1 чёрный ферзь | a7 белый король · d7 чёрная пешка · h7 чёрная пешка · e6 чёрная пешка · f6 белый конь · h6 белая ладья · e5 чёрный король · a4 чёрная пешка · c4 белый слон · a3 белый слон · c3 белая пешка · e3 белая пешка · g3 белый конь · d1 чёрный ферзь | a7 белый король · d7 чёрная пешка · h7 чёрная пешка · e6 чёрная пешка · f6 белый конь · h6 белая ладья · e5 чёрный король · a4 чёрная пешка · c4 белый слон · a3 белый слон · c3 белая пешка · e3 белая пешка · g3 белый конь · d1 чёрный ферзь | a7 белый король · d7 чёрная пешка · h7 чёрная пешка · e6 чёрная пешка · f6 белый конь · h6 белая ладья · e5 чёрный король · a4 чёрная пешка · c4 белый слон · a3 белый слон · c3 белая пешка · e3 белая пешка · g3 белый конь · d1 чёрный ферзь | a7 белый король · d7 чёрная пешка · h7 чёрная пешка · e6 чёрная пешка · f6 белый конь · h6 белая ладья · e5 чёрный король · a4 чёрная пешка · c4 белый слон · a3 белый слон · c3 белая пешка · e3 белая пешка · g3 белый конь · d1 чёрный ферзь | 6 |
| 5 | a7 белый король · d7 чёрная пешка · h7 чёрная пешка · e6 чёрная пешка · f6 белый конь · h6 белая ладья · e5 чёрный король · a4 чёрная пешка · c4 белый слон · a3 белый слон · c3 белая пешка · e3 белая пешка · g3 белый конь · d1 чёрный ферзь | a7 белый король · d7 чёрная пешка · h7 чёрная пешка · e6 чёрная пешка · f6 белый конь · h6 белая ладья · e5 чёрный король · a4 чёрная пешка · c4 белый слон · a3 белый слон · c3 белая пешка · e3 белая пешка · g3 белый конь · d1 чёрный ферзь | a7 белый король · d7 чёрная пешка · h7 чёрная пешка · e6 чёрная пешка · f6 белый конь · h6 белая ладья · e5 чёрный король · a4 чёрная пешка · c4 белый слон · a3 белый слон · c3 белая пешка · e3 белая пешка · g3 белый конь · d1 чёрный ферзь | a7 белый король · d7 чёрная пешка · h7 чёрная пешка · e6 чёрная пешка · f6 белый конь · h6 белая ладья · e5 чёрный король · a4 чёрная пешка · c4 белый слон · a3 белый слон · c3 белая пешка · e3 белая пешка · g3 белый конь · d1 чёрный ферзь | a7 белый король · d7 чёрная пешка · h7 чёрная пешка · e6 чёрная пешка · f6 белый конь · h6 белая ладья · e5 чёрный король · a4 чёрная пешка · c4 белый слон · a3 белый слон · c3 белая пешка · e3 белая пешка · g3 белый конь · d1 чёрный ферзь | a7 белый король · d7 чёрная пешка · h7 чёрная пешка · e6 чёрная пешка · f6 белый конь · h6 белая ладья · e5 чёрный король · a4 чёрная пешка · c4 белый слон · a3 белый слон · c3 белая пешка · e3 белая пешка · g3 белый конь · d1 чёрный ферзь | a7 белый король · d7 чёрная пешка · h7 чёрная пешка · e6 чёрная пешка · f6 белый конь · h6 белая ладья · e5 чёрный король · a4 чёрная пешка · c4 белый слон · a3 белый слон · c3 белая пешка · e3 белая пешка · g3 белый конь · d1 чёрный ферзь | a7 белый король · d7 чёрная пешка · h7 чёрная пешка · e6 чёрная пешка · f6 белый конь · h6 белая ладья · e5 чёрный король · a4 чёрная пешка · c4 белый слон · a3 белый слон · c3 белая пешка · e3 белая пешка · g3 белый конь · d1 чёрный ферзь | 5 |
| 4 | a7 белый король · d7 чёрная пешка · h7 чёрная пешка · e6 чёрная пешка · f6 белый конь · h6 белая ладья · e5 чёрный король · a4 чёрная пешка · c4 белый слон · a3 белый слон · c3 белая пешка · e3 белая пешка · g3 белый конь · d1 чёрный ферзь | a7 белый король · d7 чёрная пешка · h7 чёрная пешка · e6 чёрная пешка · f6 белый конь · h6 белая ладья · e5 чёрный король · a4 чёрная пешка · c4 белый слон · a3 белый слон · c3 белая пешка · e3 белая пешка · g3 белый конь · d1 чёрный ферзь | a7 белый король · d7 чёрная пешка · h7 чёрная пешка · e6 чёрная пешка · f6 белый конь · h6 белая ладья · e5 чёрный король · a4 чёрная пешка · c4 белый слон · a3 белый слон · c3 белая пешка · e3 белая пешка · g3 белый конь · d1 чёрный ферзь | a7 белый король · d7 чёрная пешка · h7 чёрная пешка · e6 чёрная пешка · f6 белый конь · h6 белая ладья · e5 чёрный король · a4 чёрная пешка · c4 белый слон · a3 белый слон · c3 белая пешка · e3 белая пешка · g3 белый конь · d1 чёрный ферзь | a7 белый король · d7 чёрная пешка · h7 чёрная пешка · e6 чёрная пешка · f6 белый конь · h6 белая ладья · e5 чёрный король · a4 чёрная пешка · c4 белый слон · a3 белый слон · c3 белая пешка · e3 белая пешка · g3 белый конь · d1 чёрный ферзь | a7 белый король · d7 чёрная пешка · h7 чёрная пешка · e6 чёрная пешка · f6 белый конь · h6 белая ладья · e5 чёрный король · a4 чёрная пешка · c4 белый слон · a3 белый слон · c3 белая пешка · e3 белая пешка · g3 белый конь · d1 чёрный ферзь | a7 белый король · d7 чёрная пешка · h7 чёрная пешка · e6 чёрная пешка · f6 белый конь · h6 белая ладья · e5 чёрный король · a4 чёрная пешка · c4 белый слон · a3 белый слон · c3 белая пешка · e3 белая пешка · g3 белый конь · d1 чёрный ферзь | a7 белый король · d7 чёрная пешка · h7 чёрная пешка · e6 чёрная пешка · f6 белый конь · h6 белая ладья · e5 чёрный король · a4 чёрная пешка · c4 белый слон · a3 белый слон · c3 белая пешка · e3 белая пешка · g3 белый конь · d1 чёрный ферзь | 4 |
| 3 | a7 белый король · d7 чёрная пешка · h7 чёрная пешка · e6 чёрная пешка · f6 белый конь · h6 белая ладья · e5 чёрный король · a4 чёрная пешка · c4 белый слон · a3 белый слон · c3 белая пешка · e3 белая пешка · g3 белый конь · d1 чёрный ферзь | a7 белый король · d7 чёрная пешка · h7 чёрная пешка · e6 чёрная пешка · f6 белый конь · h6 белая ладья · e5 чёрный король · a4 чёрная пешка · c4 белый слон · a3 белый слон · c3 белая пешка · e3 белая пешка · g3 белый конь · d1 чёрный ферзь | a7 белый король · d7 чёрная пешка · h7 чёрная пешка · e6 чёрная пешка · f6 белый конь · h6 белая ладья · e5 чёрный король · a4 чёрная пешка · c4 белый слон · a3 белый слон · c3 белая пешка · e3 белая пешка · g3 белый конь · d1 чёрный ферзь | a7 белый король · d7 чёрная пешка · h7 чёрная пешка · e6 чёрная пешка · f6 белый конь · h6 белая ладья · e5 чёрный король · a4 чёрная пешка · c4 белый слон · a3 белый слон · c3 белая пешка · e3 белая пешка · g3 белый конь · d1 чёрный ферзь | a7 белый король · d7 чёрная пешка · h7 чёрная пешка · e6 чёрная пешка · f6 белый конь · h6 белая ладья · e5 чёрный король · a4 чёрная пешка · c4 белый слон · a3 белый слон · c3 белая пешка · e3 белая пешка · g3 белый конь · d1 чёрный ферзь | a7 белый король · d7 чёрная пешка · h7 чёрная пешка · e6 чёрная пешка · f6 белый конь · h6 белая ладья · e5 чёрный король · a4 чёрная пешка · c4 белый слон · a3 белый слон · c3 белая пешка · e3 белая пешка · g3 белый конь · d1 чёрный ферзь | a7 белый король · d7 чёрная пешка · h7 чёрная пешка · e6 чёрная пешка · f6 белый конь · h6 белая ладья · e5 чёрный король · a4 чёрная пешка · c4 белый слон · a3 белый слон · c3 белая пешка · e3 белая пешка · g3 белый конь · d1 чёрный ферзь | a7 белый король · d7 чёрная пешка · h7 чёрная пешка · e6 чёрная пешка · f6 белый конь · h6 белая ладья · e5 чёрный король · a4 чёрная пешка · c4 белый слон · a3 белый слон · c3 белая пешка · e3 белая пешка · g3 белый конь · d1 чёрный ферзь | 3 |
| 2 | a7 белый король · d7 чёрная пешка · h7 чёрная пешка · e6 чёрная пешка · f6 белый конь · h6 белая ладья · e5 чёрный король · a4 чёрная пешка · c4 белый слон · a3 белый слон · c3 белая пешка · e3 белая пешка · g3 белый конь · d1 чёрный ферзь | a7 белый король · d7 чёрная пешка · h7 чёрная пешка · e6 чёрная пешка · f6 белый конь · h6 белая ладья · e5 чёрный король · a4 чёрная пешка · c4 белый слон · a3 белый слон · c3 белая пешка · e3 белая пешка · g3 белый конь · d1 чёрный ферзь | a7 белый король · d7 чёрная пешка · h7 чёрная пешка · e6 чёрная пешка · f6 белый конь · h6 белая ладья · e5 чёрный король · a4 чёрная пешка · c4 белый слон · a3 белый слон · c3 белая пешка · e3 белая пешка · g3 белый конь · d1 чёрный ферзь | a7 белый король · d7 чёрная пешка · h7 чёрная пешка · e6 чёрная пешка · f6 белый конь · h6 белая ладья · e5 чёрный король · a4 чёрная пешка · c4 белый слон · a3 белый слон · c3 белая пешка · e3 белая пешка · g3 белый конь · d1 чёрный ферзь | a7 белый король · d7 чёрная пешка · h7 чёрная пешка · e6 чёрная пешка · f6 белый конь · h6 белая ладья · e5 чёрный король · a4 чёрная пешка · c4 белый слон · a3 белый слон · c3 белая пешка · e3 белая пешка · g3 белый конь · d1 чёрный ферзь | a7 белый король · d7 чёрная пешка · h7 чёрная пешка · e6 чёрная пешка · f6 белый конь · h6 белая ладья · e5 чёрный король · a4 чёрная пешка · c4 белый слон · a3 белый слон · c3 белая пешка · e3 белая пешка · g3 белый конь · d1 чёрный ферзь | a7 белый король · d7 чёрная пешка · h7 чёрная пешка · e6 чёрная пешка · f6 белый конь · h6 белая ладья · e5 чёрный король · a4 чёрная пешка · c4 белый слон · a3 белый слон · c3 белая пешка · e3 белая пешка · g3 белый конь · d1 чёрный ферзь | a7 белый король · d7 чёрная пешка · h7 чёрная пешка · e6 чёрная пешка · f6 белый конь · h6 белая ладья · e5 чёрный король · a4 чёрная пешка · c4 белый слон · a3 белый слон · c3 белая пешка · e3 белая пешка · g3 белый конь · d1 чёрный ферзь | 2 |
| 1 | a7 белый король · d7 чёрная пешка · h7 чёрная пешка · e6 чёрная пешка · f6 белый конь · h6 белая ладья · e5 чёрный король · a4 чёрная пешка · c4 белый слон · a3 белый слон · c3 белая пешка · e3 белая пешка · g3 белый конь · d1 чёрный ферзь | a7 белый король · d7 чёрная пешка · h7 чёрная пешка · e6 чёрная пешка · f6 белый конь · h6 белая ладья · e5 чёрный король · a4 чёрная пешка · c4 белый слон · a3 белый слон · c3 белая пешка · e3 белая пешка · g3 белый конь · d1 чёрный ферзь | a7 белый король · d7 чёрная пешка · h7 чёрная пешка · e6 чёрная пешка · f6 белый конь · h6 белая ладья · e5 чёрный король · a4 чёрная пешка · c4 белый слон · a3 белый слон · c3 белая пешка · e3 белая пешка · g3 белый конь · d1 чёрный ферзь | a7 белый король · d7 чёрная пешка · h7 чёрная пешка · e6 чёрная пешка · f6 белый конь · h6 белая ладья · e5 чёрный король · a4 чёрная пешка · c4 белый слон · a3 белый слон · c3 белая пешка · e3 белая пешка · g3 белый конь · d1 чёрный ферзь | a7 белый король · d7 чёрная пешка · h7 чёрная пешка · e6 чёрная пешка · f6 белый конь · h6 белая ладья · e5 чёрный король · a4 чёрная пешка · c4 белый слон · a3 белый слон · c3 белая пешка · e3 белая пешка · g3 белый конь · d1 чёрный ферзь | a7 белый король · d7 чёрная пешка · h7 чёрная пешка · e6 чёрная пешка · f6 белый конь · h6 белая ладья · e5 чёрный король · a4 чёрная пешка · c4 белый слон · a3 белый слон · c3 белая пешка · e3 белая пешка · g3 белый конь · d1 чёрный ферзь | a7 белый король · d7 чёрная пешка · h7 чёрная пешка · e6 чёрная пешка · f6 белый конь · h6 белая ладья · e5 чёрный король · a4 чёрная пешка · c4 белый слон · a3 белый слон · c3 белая пешка · e3 белая пешка · g3 белый конь · d1 чёрный ферзь | a7 белый король · d7 чёрная пешка · h7 чёрная пешка · e6 чёрная пешка · f6 белый конь · h6 белая ладья · e5 чёрный король · a4 чёрная пешка · c4 белый слон · a3 белый слон · c3 белая пешка · e3 белая пешка · g3 белый конь · d1 чёрный ферзь | 1 |
|   | a | b | c | d | e | f | g | h |   |

В начальной позиции готовы маты на все ходы чёрных:

1...Фd2 2.Kg4#,

1...Фе2 2.К:d7#,

1...d6(d5) 2.Kd7#,

1...Фd4+ 2.cd#.

После 1.Kfe4! (цугцванг) маты в главных вариантах меняются:

1...Фd2 2.Лh5#,

1...Фе2 2.Cd6#,

1...d5 2.Cd6#,

1...d6 2.Л:e6#.

Задача-блок с переменой так называемых фокальных точек (см. Фокальная тема) — вначале g4 и d7, d6 и h5 в решении.
|   | a | b | c | d | e | f | g | h |   |
| - | --- | --- | --- | --- | --- | --- | --- | --- | - |
| 8 | f7 чёрная пешка · b6 чёрная пешка · e6 чёрная пешка · f6 белый король · b5 белая пешка · e5 белый слон · g5 белая пешка · c4 белая пешка · e4 чёрный король · h3 белый ферзь · d2 белая пешка · f2 белая пешка · g2 чёрный конь · e1 чёрный конь · h1 чёрный слон | f7 чёрная пешка · b6 чёрная пешка · e6 чёрная пешка · f6 белый король · b5 белая пешка · e5 белый слон · g5 белая пешка · c4 белая пешка · e4 чёрный король · h3 белый ферзь · d2 белая пешка · f2 белая пешка · g2 чёрный конь · e1 чёрный конь · h1 чёрный слон | f7 чёрная пешка · b6 чёрная пешка · e6 чёрная пешка · f6 белый король · b5 белая пешка · e5 белый слон · g5 белая пешка · c4 белая пешка · e4 чёрный король · h3 белый ферзь · d2 белая пешка · f2 белая пешка · g2 чёрный конь · e1 чёрный конь · h1 чёрный слон | f7 чёрная пешка · b6 чёрная пешка · e6 чёрная пешка · f6 белый король · b5 белая пешка · e5 белый слон · g5 белая пешка · c4 белая пешка · e4 чёрный король · h3 белый ферзь · d2 белая пешка · f2 белая пешка · g2 чёрный конь · e1 чёрный конь · h1 чёрный слон | f7 чёрная пешка · b6 чёрная пешка · e6 чёрная пешка · f6 белый король · b5 белая пешка · e5 белый слон · g5 белая пешка · c4 белая пешка · e4 чёрный король · h3 белый ферзь · d2 белая пешка · f2 белая пешка · g2 чёрный конь · e1 чёрный конь · h1 чёрный слон | f7 чёрная пешка · b6 чёрная пешка · e6 чёрная пешка · f6 белый король · b5 белая пешка · e5 белый слон · g5 белая пешка · c4 белая пешка · e4 чёрный король · h3 белый ферзь · d2 белая пешка · f2 белая пешка · g2 чёрный конь · e1 чёрный конь · h1 чёрный слон | f7 чёрная пешка · b6 чёрная пешка · e6 чёрная пешка · f6 белый король · b5 белая пешка · e5 белый слон · g5 белая пешка · c4 белая пешка · e4 чёрный король · h3 белый ферзь · d2 белая пешка · f2 белая пешка · g2 чёрный конь · e1 чёрный конь · h1 чёрный слон | f7 чёрная пешка · b6 чёрная пешка · e6 чёрная пешка · f6 белый король · b5 белая пешка · e5 белый слон · g5 белая пешка · c4 белая пешка · e4 чёрный король · h3 белый ферзь · d2 белая пешка · f2 белая пешка · g2 чёрный конь · e1 чёрный конь · h1 чёрный слон | 8 |
| 7 | f7 чёрная пешка · b6 чёрная пешка · e6 чёрная пешка · f6 белый король · b5 белая пешка · e5 белый слон · g5 белая пешка · c4 белая пешка · e4 чёрный король · h3 белый ферзь · d2 белая пешка · f2 белая пешка · g2 чёрный конь · e1 чёрный конь · h1 чёрный слон | f7 чёрная пешка · b6 чёрная пешка · e6 чёрная пешка · f6 белый король · b5 белая пешка · e5 белый слон · g5 белая пешка · c4 белая пешка · e4 чёрный король · h3 белый ферзь · d2 белая пешка · f2 белая пешка · g2 чёрный конь · e1 чёрный конь · h1 чёрный слон | f7 чёрная пешка · b6 чёрная пешка · e6 чёрная пешка · f6 белый король · b5 белая пешка · e5 белый слон · g5 белая пешка · c4 белая пешка · e4 чёрный король · h3 белый ферзь · d2 белая пешка · f2 белая пешка · g2 чёрный конь · e1 чёрный конь · h1 чёрный слон | f7 чёрная пешка · b6 чёрная пешка · e6 чёрная пешка · f6 белый король · b5 белая пешка · e5 белый слон · g5 белая пешка · c4 белая пешка · e4 чёрный король · h3 белый ферзь · d2 белая пешка · f2 белая пешка · g2 чёрный конь · e1 чёрный конь · h1 чёрный слон | f7 чёрная пешка · b6 чёрная пешка · e6 чёрная пешка · f6 белый король · b5 белая пешка · e5 белый слон · g5 белая пешка · c4 белая пешка · e4 чёрный король · h3 белый ферзь · d2 белая пешка · f2 белая пешка · g2 чёрный конь · e1 чёрный конь · h1 чёрный слон | f7 чёрная пешка · b6 чёрная пешка · e6 чёрная пешка · f6 белый король · b5 белая пешка · e5 белый слон · g5 белая пешка · c4 белая пешка · e4 чёрный король · h3 белый ферзь · d2 белая пешка · f2 белая пешка · g2 чёрный конь · e1 чёрный конь · h1 чёрный слон | f7 чёрная пешка · b6 чёрная пешка · e6 чёрная пешка · f6 белый король · b5 белая пешка · e5 белый слон · g5 белая пешка · c4 белая пешка · e4 чёрный король · h3 белый ферзь · d2 белая пешка · f2 белая пешка · g2 чёрный конь · e1 чёрный конь · h1 чёрный слон | f7 чёрная пешка · b6 чёрная пешка · e6 чёрная пешка · f6 белый король · b5 белая пешка · e5 белый слон · g5 белая пешка · c4 белая пешка · e4 чёрный король · h3 белый ферзь · d2 белая пешка · f2 белая пешка · g2 чёрный конь · e1 чёрный конь · h1 чёрный слон | 7 |
| 6 | f7 чёрная пешка · b6 чёрная пешка · e6 чёрная пешка · f6 белый король · b5 белая пешка · e5 белый слон · g5 белая пешка · c4 белая пешка · e4 чёрный король · h3 белый ферзь · d2 белая пешка · f2 белая пешка · g2 чёрный конь · e1 чёрный конь · h1 чёрный слон | f7 чёрная пешка · b6 чёрная пешка · e6 чёрная пешка · f6 белый король · b5 белая пешка · e5 белый слон · g5 белая пешка · c4 белая пешка · e4 чёрный король · h3 белый ферзь · d2 белая пешка · f2 белая пешка · g2 чёрный конь · e1 чёрный конь · h1 чёрный слон | f7 чёрная пешка · b6 чёрная пешка · e6 чёрная пешка · f6 белый король · b5 белая пешка · e5 белый слон · g5 белая пешка · c4 белая пешка · e4 чёрный король · h3 белый ферзь · d2 белая пешка · f2 белая пешка · g2 чёрный конь · e1 чёрный конь · h1 чёрный слон | f7 чёрная пешка · b6 чёрная пешка · e6 чёрная пешка · f6 белый король · b5 белая пешка · e5 белый слон · g5 белая пешка · c4 белая пешка · e4 чёрный король · h3 белый ферзь · d2 белая пешка · f2 белая пешка · g2 чёрный конь · e1 чёрный конь · h1 чёрный слон | f7 чёрная пешка · b6 чёрная пешка · e6 чёрная пешка · f6 белый король · b5 белая пешка · e5 белый слон · g5 белая пешка · c4 белая пешка · e4 чёрный король · h3 белый ферзь · d2 белая пешка · f2 белая пешка · g2 чёрный конь · e1 чёрный конь · h1 чёрный слон | f7 чёрная пешка · b6 чёрная пешка · e6 чёрная пешка · f6 белый король · b5 белая пешка · e5 белый слон · g5 белая пешка · c4 белая пешка · e4 чёрный король · h3 белый ферзь · d2 белая пешка · f2 белая пешка · g2 чёрный конь · e1 чёрный конь · h1 чёрный слон | f7 чёрная пешка · b6 чёрная пешка · e6 чёрная пешка · f6 белый король · b5 белая пешка · e5 белый слон · g5 белая пешка · c4 белая пешка · e4 чёрный король · h3 белый ферзь · d2 белая пешка · f2 белая пешка · g2 чёрный конь · e1 чёрный конь · h1 чёрный слон | f7 чёрная пешка · b6 чёрная пешка · e6 чёрная пешка · f6 белый король · b5 белая пешка · e5 белый слон · g5 белая пешка · c4 белая пешка · e4 чёрный король · h3 белый ферзь · d2 белая пешка · f2 белая пешка · g2 чёрный конь · e1 чёрный конь · h1 чёрный слон | 6 |
| 5 | f7 чёрная пешка · b6 чёрная пешка · e6 чёрная пешка · f6 белый король · b5 белая пешка · e5 белый слон · g5 белая пешка · c4 белая пешка · e4 чёрный король · h3 белый ферзь · d2 белая пешка · f2 белая пешка · g2 чёрный конь · e1 чёрный конь · h1 чёрный слон | f7 чёрная пешка · b6 чёрная пешка · e6 чёрная пешка · f6 белый король · b5 белая пешка · e5 белый слон · g5 белая пешка · c4 белая пешка · e4 чёрный король · h3 белый ферзь · d2 белая пешка · f2 белая пешка · g2 чёрный конь · e1 чёрный конь · h1 чёрный слон | f7 чёрная пешка · b6 чёрная пешка · e6 чёрная пешка · f6 белый король · b5 белая пешка · e5 белый слон · g5 белая пешка · c4 белая пешка · e4 чёрный король · h3 белый ферзь · d2 белая пешка · f2 белая пешка · g2 чёрный конь · e1 чёрный конь · h1 чёрный слон | f7 чёрная пешка · b6 чёрная пешка · e6 чёрная пешка · f6 белый король · b5 белая пешка · e5 белый слон · g5 белая пешка · c4 белая пешка · e4 чёрный король · h3 белый ферзь · d2 белая пешка · f2 белая пешка · g2 чёрный конь · e1 чёрный конь · h1 чёрный слон | f7 чёрная пешка · b6 чёрная пешка · e6 чёрная пешка · f6 белый король · b5 белая пешка · e5 белый слон · g5 белая пешка · c4 белая пешка · e4 чёрный король · h3 белый ферзь · d2 белая пешка · f2 белая пешка · g2 чёрный конь · e1 чёрный конь · h1 чёрный слон | f7 чёрная пешка · b6 чёрная пешка · e6 чёрная пешка · f6 белый король · b5 белая пешка · e5 белый слон · g5 белая пешка · c4 белая пешка · e4 чёрный король · h3 белый ферзь · d2 белая пешка · f2 белая пешка · g2 чёрный конь · e1 чёрный конь · h1 чёрный слон | f7 чёрная пешка · b6 чёрная пешка · e6 чёрная пешка · f6 белый король · b5 белая пешка · e5 белый слон · g5 белая пешка · c4 белая пешка · e4 чёрный король · h3 белый ферзь · d2 белая пешка · f2 белая пешка · g2 чёрный конь · e1 чёрный конь · h1 чёрный слон | f7 чёрная пешка · b6 чёрная пешка · e6 чёрная пешка · f6 белый король · b5 белая пешка · e5 белый слон · g5 белая пешка · c4 белая пешка · e4 чёрный король · h3 белый ферзь · d2 белая пешка · f2 белая пешка · g2 чёрный конь · e1 чёрный конь · h1 чёрный слон | 5 |
| 4 | f7 чёрная пешка · b6 чёрная пешка · e6 чёрная пешка · f6 белый король · b5 белая пешка · e5 белый слон · g5 белая пешка · c4 белая пешка · e4 чёрный король · h3 белый ферзь · d2 белая пешка · f2 белая пешка · g2 чёрный конь · e1 чёрный конь · h1 чёрный слон | f7 чёрная пешка · b6 чёрная пешка · e6 чёрная пешка · f6 белый король · b5 белая пешка · e5 белый слон · g5 белая пешка · c4 белая пешка · e4 чёрный король · h3 белый ферзь · d2 белая пешка · f2 белая пешка · g2 чёрный конь · e1 чёрный конь · h1 чёрный слон | f7 чёрная пешка · b6 чёрная пешка · e6 чёрная пешка · f6 белый король · b5 белая пешка · e5 белый слон · g5 белая пешка · c4 белая пешка · e4 чёрный король · h3 белый ферзь · d2 белая пешка · f2 белая пешка · g2 чёрный конь · e1 чёрный конь · h1 чёрный слон | f7 чёрная пешка · b6 чёрная пешка · e6 чёрная пешка · f6 белый король · b5 белая пешка · e5 белый слон · g5 белая пешка · c4 белая пешка · e4 чёрный король · h3 белый ферзь · d2 белая пешка · f2 белая пешка · g2 чёрный конь · e1 чёрный конь · h1 чёрный слон | f7 чёрная пешка · b6 чёрная пешка · e6 чёрная пешка · f6 белый король · b5 белая пешка · e5 белый слон · g5 белая пешка · c4 белая пешка · e4 чёрный король · h3 белый ферзь · d2 белая пешка · f2 белая пешка · g2 чёрный конь · e1 чёрный конь · h1 чёрный слон | f7 чёрная пешка · b6 чёрная пешка · e6 чёрная пешка · f6 белый король · b5 белая пешка · e5 белый слон · g5 белая пешка · c4 белая пешка · e4 чёрный король · h3 белый ферзь · d2 белая пешка · f2 белая пешка · g2 чёрный конь · e1 чёрный конь · h1 чёрный слон | f7 чёрная пешка · b6 чёрная пешка · e6 чёрная пешка · f6 белый король · b5 белая пешка · e5 белый слон · g5 белая пешка · c4 белая пешка · e4 чёрный король · h3 белый ферзь · d2 белая пешка · f2 белая пешка · g2 чёрный конь · e1 чёрный конь · h1 чёрный слон | f7 чёрная пешка · b6 чёрная пешка · e6 чёрная пешка · f6 белый король · b5 белая пешка · e5 белый слон · g5 белая пешка · c4 белая пешка · e4 чёрный король · h3 белый ферзь · d2 белая пешка · f2 белая пешка · g2 чёрный конь · e1 чёрный конь · h1 чёрный слон | 4 |
| 3 | f7 чёрная пешка · b6 чёрная пешка · e6 чёрная пешка · f6 белый король · b5 белая пешка · e5 белый слон · g5 белая пешка · c4 белая пешка · e4 чёрный король · h3 белый ферзь · d2 белая пешка · f2 белая пешка · g2 чёрный конь · e1 чёрный конь · h1 чёрный слон | f7 чёрная пешка · b6 чёрная пешка · e6 чёрная пешка · f6 белый король · b5 белая пешка · e5 белый слон · g5 белая пешка · c4 белая пешка · e4 чёрный король · h3 белый ферзь · d2 белая пешка · f2 белая пешка · g2 чёрный конь · e1 чёрный конь · h1 чёрный слон | f7 чёрная пешка · b6 чёрная пешка · e6 чёрная пешка · f6 белый король · b5 белая пешка · e5 белый слон · g5 белая пешка · c4 белая пешка · e4 чёрный король · h3 белый ферзь · d2 белая пешка · f2 белая пешка · g2 чёрный конь · e1 чёрный конь · h1 чёрный слон | f7 чёрная пешка · b6 чёрная пешка · e6 чёрная пешка · f6 белый король · b5 белая пешка · e5 белый слон · g5 белая пешка · c4 белая пешка · e4 чёрный король · h3 белый ферзь · d2 белая пешка · f2 белая пешка · g2 чёрный конь · e1 чёрный конь · h1 чёрный слон | f7 чёрная пешка · b6 чёрная пешка · e6 чёрная пешка · f6 белый король · b5 белая пешка · e5 белый слон · g5 белая пешка · c4 белая пешка · e4 чёрный король · h3 белый ферзь · d2 белая пешка · f2 белая пешка · g2 чёрный конь · e1 чёрный конь · h1 чёрный слон | f7 чёрная пешка · b6 чёрная пешка · e6 чёрная пешка · f6 белый король · b5 белая пешка · e5 белый слон · g5 белая пешка · c4 белая пешка · e4 чёрный король · h3 белый ферзь · d2 белая пешка · f2 белая пешка · g2 чёрный конь · e1 чёрный конь · h1 чёрный слон | f7 чёрная пешка · b6 чёрная пешка · e6 чёрная пешка · f6 белый король · b5 белая пешка · e5 белый слон · g5 белая пешка · c4 белая пешка · e4 чёрный король · h3 белый ферзь · d2 белая пешка · f2 белая пешка · g2 чёрный конь · e1 чёрный конь · h1 чёрный слон | f7 чёрная пешка · b6 чёрная пешка · e6 чёрная пешка · f6 белый король · b5 белая пешка · e5 белый слон · g5 белая пешка · c4 белая пешка · e4 чёрный король · h3 белый ферзь · d2 белая пешка · f2 белая пешка · g2 чёрный конь · e1 чёрный конь · h1 чёрный слон | 3 |
| 2 | f7 чёрная пешка · b6 чёрная пешка · e6 чёрная пешка · f6 белый король · b5 белая пешка · e5 белый слон · g5 белая пешка · c4 белая пешка · e4 чёрный король · h3 белый ферзь · d2 белая пешка · f2 белая пешка · g2 чёрный конь · e1 чёрный конь · h1 чёрный слон | f7 чёрная пешка · b6 чёрная пешка · e6 чёрная пешка · f6 белый король · b5 белая пешка · e5 белый слон · g5 белая пешка · c4 белая пешка · e4 чёрный король · h3 белый ферзь · d2 белая пешка · f2 белая пешка · g2 чёрный конь · e1 чёрный конь · h1 чёрный слон | f7 чёрная пешка · b6 чёрная пешка · e6 чёрная пешка · f6 белый король · b5 белая пешка · e5 белый слон · g5 белая пешка · c4 белая пешка · e4 чёрный король · h3 белый ферзь · d2 белая пешка · f2 белая пешка · g2 чёрный конь · e1 чёрный конь · h1 чёрный слон | f7 чёрная пешка · b6 чёрная пешка · e6 чёрная пешка · f6 белый король · b5 белая пешка · e5 белый слон · g5 белая пешка · c4 белая пешка · e4 чёрный король · h3 белый ферзь · d2 белая пешка · f2 белая пешка · g2 чёрный конь · e1 чёрный конь · h1 чёрный слон | f7 чёрная пешка · b6 чёрная пешка · e6 чёрная пешка · f6 белый король · b5 белая пешка · e5 белый слон · g5 белая пешка · c4 белая пешка · e4 чёрный король · h3 белый ферзь · d2 белая пешка · f2 белая пешка · g2 чёрный конь · e1 чёрный конь · h1 чёрный слон | f7 чёрная пешка · b6 чёрная пешка · e6 чёрная пешка · f6 белый король · b5 белая пешка · e5 белый слон · g5 белая пешка · c4 белая пешка · e4 чёрный король · h3 белый ферзь · d2 белая пешка · f2 белая пешка · g2 чёрный конь · e1 чёрный конь · h1 чёрный слон | f7 чёрная пешка · b6 чёрная пешка · e6 чёрная пешка · f6 белый король · b5 белая пешка · e5 белый слон · g5 белая пешка · c4 белая пешка · e4 чёрный король · h3 белый ферзь · d2 белая пешка · f2 белая пешка · g2 чёрный конь · e1 чёрный конь · h1 чёрный слон | f7 чёрная пешка · b6 чёрная пешка · e6 чёрная пешка · f6 белый король · b5 белая пешка · e5 белый слон · g5 белая пешка · c4 белая пешка · e4 чёрный король · h3 белый ферзь · d2 белая пешка · f2 белая пешка · g2 чёрный конь · e1 чёрный конь · h1 чёрный слон | 2 |
| 1 | f7 чёрная пешка · b6 чёрная пешка · e6 чёрная пешка · f6 белый король · b5 белая пешка · e5 белый слон · g5 белая пешка · c4 белая пешка · e4 чёрный король · h3 белый ферзь · d2 белая пешка · f2 белая пешка · g2 чёрный конь · e1 чёрный конь · h1 чёрный слон | f7 чёрная пешка · b6 чёрная пешка · e6 чёрная пешка · f6 белый король · b5 белая пешка · e5 белый слон · g5 белая пешка · c4 белая пешка · e4 чёрный король · h3 белый ферзь · d2 белая пешка · f2 белая пешка · g2 чёрный конь · e1 чёрный конь · h1 чёрный слон | f7 чёрная пешка · b6 чёрная пешка · e6 чёрная пешка · f6 белый король · b5 белая пешка · e5 белый слон · g5 белая пешка · c4 белая пешка · e4 чёрный король · h3 белый ферзь · d2 белая пешка · f2 белая пешка · g2 чёрный конь · e1 чёрный конь · h1 чёрный слон | f7 чёрная пешка · b6 чёрная пешка · e6 чёрная пешка · f6 белый король · b5 белая пешка · e5 белый слон · g5 белая пешка · c4 белая пешка · e4 чёрный король · h3 белый ферзь · d2 белая пешка · f2 белая пешка · g2 чёрный конь · e1 чёрный конь · h1 чёрный слон | f7 чёрная пешка · b6 чёрная пешка · e6 чёрная пешка · f6 белый король · b5 белая пешка · e5 белый слон · g5 белая пешка · c4 белая пешка · e4 чёрный король · h3 белый ферзь · d2 белая пешка · f2 белая пешка · g2 чёрный конь · e1 чёрный конь · h1 чёрный слон | f7 чёрная пешка · b6 чёрная пешка · e6 чёрная пешка · f6 белый король · b5 белая пешка · e5 белый слон · g5 белая пешка · c4 белая пешка · e4 чёрный король · h3 белый ферзь · d2 белая пешка · f2 белая пешка · g2 чёрный конь · e1 чёрный конь · h1 чёрный слон | f7 чёрная пешка · b6 чёрная пешка · e6 чёрная пешка · f6 белый король · b5 белая пешка · e5 белый слон · g5 белая пешка · c4 белая пешка · e4 чёрный король · h3 белый ферзь · d2 белая пешка · f2 белая пешка · g2 чёрный конь · e1 чёрный конь · h1 чёрный слон | f7 чёрная пешка · b6 чёрная пешка · e6 чёрная пешка · f6 белый король · b5 белая пешка · e5 белый слон · g5 белая пешка · c4 белая пешка · e4 чёрный король · h3 белый ферзь · d2 белая пешка · f2 белая пешка · g2 чёрный конь · e1 чёрный конь · h1 чёрный слон | 1 |
|   | a | b | c | d | e | f | g | h |   |

В начальной позиции всё готово:

1...Кe~ 2.d3#,

1...Кd3 2.f3#,

1...Кf3 2.Фh7#,

1...Kg~ 2.Фe3#.

После 1.Фa3! (цугцванг) маты в главных вариантах меняются:

1...Кe~ 2.f3#,

1...Кd3 2.Фа8#,

1...Кf3 2.d3#,

(1...Kg~ 2.Фe3#).

b) После первого хода решения (1.Фа3) возникает новая задача, в которой решает возврат к начальной позиции первой задачи:

1.Фh3!

Задача-блок «маятникового» типа («перпетуум-мобиле»).